# Shark Warning
Shark Warning ist ein US-amerikanischer Tierhorrorfilm aus dem Jahr 2024 von Jimmy Gadd. Das Drehbuch verfasste Ryan Ebert. Der Film wurde von The Asylum produziert.

## Handlung
Vor 20 Jahren: Alan Rogers und sein Bruder Danny spielen am Strand der Küste ihres Heimatortes im Sand unter der Aufsicht ihres Onkels Ron Wetzel. Plötzlich attackiert ein Weißer Hai die beiden Kinder und tötet Danny. Daraufhin wurde beschlossen, einen Staudamm zu bauen, der die Küste schützt und dadurch eine sichere Badelagune geschaffen wurde. Die Küste ist seit dem immer wieder Location für verschiedene Veranstaltungen. Alan, der seit dem Tod seines Bruders nicht mehr am Strand war, ist aufgrund des Lake-Havasu-Angelturniers zurückgekehrt.
Da er den Kontakt zu seinem Onkel abbrach, erkennt dieser ihn nicht und es kommt zu Handgreiflichkeiten zwischen ihnen. Als das Lake Havasu-Angelturnier ausgerichtet wird, stellen die Veranstalter fest, dass es in der Lagune kaum noch Fische gibt. Daher beschließt Bürgermeisterin Wendy Stuart, dass in den Damm ein Loch gebohrt werden soll, wodurch Fische in die Lagune gelangen können. Allerdings gerät durch das Loch auch der weiße Hai in die Badelagune, der damals Danny fraß. Durch den Hai sind alle Menschen in Gefahr. Mit der Hilfe seine Onkels Ron Wetzel und der Strandbarbesitzerin Lisa Collins versucht Alan, so viele Menschenleben wie möglich zu retten. Die Bürgermeisterin hingegen ist bemüht, den Vorfall unter den Teppich zu kehren, um keine weiteren Touristen abzuschrecken.
Trotz der Gefahr durch den Hai lässt Bürgermeisterin Stuart das Turnier nicht ausfallen. Sie setzt auf den Hai ein Kopfgeld in der Hoffnung, dass dadurch das Angelturnier noch mehr Zuspruch erhält.

## Hintergrund
Gedreht wurde am Lake Havasu.
In den USA erschien Shark Warning am 26. Juli 2024. In Deutschland startete der Film am 25. April 2025 in den Videoverleih. Am 1. August 2025 feierte er seine deutsche Free-TV-Premiere auf dem Sender Tele 5 anlässlich des „Shark Weekend“.

## Rezeption
„Horrorfilm nach sehr bekannten Mustern.“

Filmstarts ist der Meinung, dass der Film im Vergleich zu anderen The-Asylum-Filmproduktionen weniger „gnadenlos überdreht und augenzwinkernd humorig“ sondern „erstaunlich ernsthaft“ ist. Auf Movies and Mania schreibt man, dass das Filmstudio auf eine „weitere Sharksploitation“ setzt.
Die Darstellung des Hais wird von Jim Morazzini auf seiner Filmreview auf Voices from the Balcony gelobt, allerdings bemängelt er die CGI-Effekte des Hais, wenn er außerhalb des Wassers agiert. Die Filmhandlung fühlt sich für ihn „nie überzeugend“ an und er findet, dass der Film „selbst nach Asylum-Standards fad und generisch“ sei. Die Haiangriffe gelten als energie- und blutarm. Final vergibt er zwei von fünf möglichen Sternen.
Im Popcornmeter, der Zuschauerwertung auf Rotten Tomatoes, hat der Film bei weniger als 50 Abstimmungen eine Wertung von 19 %. In der Internet Movie Database hat der Film bei knapp 400 Stimmabgaben eine Wertung von 3,5 von 10,0 möglichen Sternen (Stand: Juli 2025).